# Маргулян, Лев Маркович
Лев Маркович Маргулян (17 марта 1903, Старая Котельня — 25 сентября 1943 село Окуниново, Черниговская область) — Герой Советского Союза, в годы  Великой Отечественной войны командир отделения сапёрного взвода 1031-го стрелкового полка 280-й стрелковой дивизии 60-й армии Центрального фронта, младший сержант.

## Биография
Родился 17 марта 1903 года в селе Старая Котельня (ныне Андрушевского района Житомирской области Украины) в крестьянской семье. Еврей. Окончил сельскую школу.
В январе 1943 года призван в ряды Красной Армии Верхне-Чирчикским райвоенкоматом Ташкентской области.
В боях  Великой Отечественной войны с августа 1943 года. Воевал на Воронежском и Центральном фронтах. Боевое крещение прошёл рядовым сапёром в составе сапёрного взвода 1031-го стрелкового полка 280-й стрелковой дивизии 60-й армии Центрального фронта, когда советские войска под командованием генерал-лейтенанта Черняховского отвоевали Глухов и вступили на украинскую землю. Льву Марковичу присвоили звание младшего сержанта и назначили командиром отделения сапёров.
25 сентября 1943 года под огнём врага Л. М. Маргулян организовал переправу бойцов и военной техники на  лодках и плотах через Днепр в районе села Окуниново Черниговской области. Два рейса были успешными, а когда возвращался с третьего — погиб.
Был похоронен в братской могиле в селе Окунинове. Прежде чем эта территория была затоплена Киевским морем, останки воинов перенесли в село Страхолесье Киевской области.

## Награды, память
Указом  Президиума Верховного Совета СССР от 17 октября 1943 года за героизм и мужество, проявленные в битве за Днепр, младшему сержанту Льву Марковичу Маргулян посмертно присвоено звание Героя Советского Союза. Награждён орденом Ленина.
В городе Андрушёвке Житомирской области Украины, на Аллее Славы установлено бюст Героя, его имя внесено в «Книгу памяти» и отчеканено на обелиске в селе Старая Котельня.